# أليس مورس إيرل
أليس مورس إيرل (بالإنجليزية: Alice Morse Earle) هي مؤرخة أمريكية، ولدت في 27 أبريل 1851 في ورسستر في الولايات المتحدة، وتوفيت في 16 فبراير 1911 في هيمبستيد في الولايات المتحدة.

## وصلات خارجية
- أليس مورس إيرل على موقع الموسوعة البريطانية (الإنجليزية)